# 沧山乡
沧山乡，是中华人民共和国湖南省常德市鼎城区下辖的一个乡镇级行政单位。

## 行政区划
沧山乡下辖以下地区：
霞峰村、新桥村、凉水井村、湖坪村、海坪村、彭家桥村、东山坪村、沧浪坪村、竹清潭村、唐家溪村、九龙山村、桃花溪村和紫云山村。